# Jahbulon
Jahbulon, Jabulon ou Jah é uma palavra que foi utilizada para representar o nome inefável de Deus, em algumas sociedades como a Maçonaria e a Ordo Templi Orientis. A palavra "Jahbulon" também é representada em outras formações como Yahbulon ou Jao-Bul-On ou Jah-Buh-Lun ou Jah-Bul-Lun ou Jah-Bel-On. Foi utilizado historicamente, em alguns rituais do grau de Arco Real, no Rito de York, segundo Duncan; e de acordo com Francis X. King, também é utilizada nos rituais do Ordo Templi Orientis, visto que Aleister Crowley teria contato com vários grupos clandestinos maçônico.
Tem havido muita discussão sobre a origem e o significado desta palavra. Não há consenso mesmo entre os pesquisadores maçônicos quanto ao referido nome. Há estudiosos maçônicos que apresentam palavra pela primeira vez no século XVIII no ritual do Arco Real, do Rito de York, como o nome de um explorador alegórico pesquisando as ruínas do Templo do Rei Salomão; há enciclopedista maçônico que afirma que a formação trissílaba é apenas para expor e esclarecer sobre o tetragrama, e defende que Bel seria um nome descritivo para Deus em hebraico; já autores ex-maçons têm alegado que seria um maçônico nome de Deus, outros autores não maçons defendem que seria o secreto e não revelado nome de quem seria um único "deus maçônico".

## Origem do nome
Segundo o historiador maçom Arturo Hoyos, a palavra Jahbulon foi primeiramente usada em 1700, na França antiga, no grau do Arco Real. Conforme Paul Naudon, seria a relação a uma alegoria maçônico na qual Jabulon era o nome de um explorador vivendo durante o tempo de Salomão que descobriu as ruínas de um templo antigo. Segundo as explicações de Hoyos e de Morris, dentro das ruínas o explorador encontrou uma placa de ouro sobre a qual o nome de Deus (Jeová) foi gravado, contudo salientam, os autores, que em momento algum, da simbólica representação, é feita ligação entre o nome do explorador e o nome de Deus. Afirmam que, como existem variantes deste ritual, diferentes formas do nome do explorador também são encontradas além de Jabulom, como Guibulom.
O Masonic Information Center, publica o pensamento que a palavra é provavelmente derivado de Giblim, de 1 Reis 5:18  referente a palavra gebalitas  ou giblitas  ou "homens da cidade de Biblos"; e, segundo Hoyos, devido a "uma má interpretação das letras em hebraico", teria havia a concepção "trinitária" para o nome.
Na nota de rodapé da página 250, o Duncan Monitor cita o The Insignia e apresenta a PALAVRA (assim escrita na forma versalete), trabalhadas antes, na Inglaterra.

250:1 A PALAVRA do Grau de Arco Real, como trabalhada em Inglaterra, é Jao-Bul-On. 

Macrobius, em sua Saturnália (lib. i. 18), diz que ele foi um axioma admitido entre os pagãos, que o triliteral JAH, ou melhor ΙΑΩ, era o sagrado nome do Supremo Deus. E o oráculo Clarian, o qual foi de primórdios desconhecido, sendo perguntado qual dos orixás foi batizado ΙΑΩ, respondeu nestas memoráveis palavras: 

" 'Os iniciados estão obrigados a ocultar os misteriosos segredos. Saiba tu, que ΙΑΩ, será o Grande Deus Supremo, que regerá sobre todos'.

"Agora parece por acaso, que no gema dos primeiros cristãos, encontramos estas mesmas letras, ΙΑΩ, que são uma abreviatura do nome de JEOVÁ, usado como um monograma de expressar o nome do Salvador da humanidade, que foi assim representado -  como era existente antes do tempo, e como deve existir quando o tempo não mais [existir]. Em primeiro lugar, foi aprovada pela Igreja oriental, e significou Ιησους, Αλφα Ομεγα, Jesus, Alfa Omega, ou em outras palavras: Jesus, o Primeiro e o Último. " - (The Insignia of the Royal Arch, p. 32.) 

A Arco Real Palavra estaria perfeitamente em consonância com o Grau, e com as características gerais de construção da maçonaria, deveria ser uma tríade, não só de sílabas, mas também das letras. Nossos irmãos transatlântico teriam visto em sua verdadeira luz; mas eles têm corrigido o erro ignorantemente. Ela deveria ter sido, se o princípio de sua construção tivesse sido autorizada, a ortodoxa: 

The Insignia of the Royal Arch, p. 34. Isso quer dizer, em vez de JAO-BUL-ON, or JAH-BUH-LUN, o Dr. Oliver sugere:
| Siríaco | Caldeu | Hindu |
| JAO,    | BEL,   | AUN   |
| JAH.    | BUL.   | AUM.  |

Para a página 15 do The Insignia, ele escreve assim: 

"Mas o Grau Arco Real é fundada sobre o número três, e, portanto, cada membro da palavra deveria ter sido triliteral. Entre os sírios, os caldeus, os fenícios e outros, o inefável nome da Deidade foi Bel, Bal, Bul, Baal, ou Belin.... Mais uma vez, os egípcios e hindus reverenciavam On ou Om, isto é, Aun, ou Aum, como o nome da sua governadora Deidade" .

E veja o Historical Landmarks, vol. ii. p. 549:

"Um diz que foi Jau, um outro acha que foi Jaoth, um terço, Java; outros, Juba, Jao, Jah, Jehovah, e Jove. Numa palavra, as letras do nome são perecíveis, bem como a pronunciação breve, mas o Ser existente por si só é inefável, incompreensível, e merecedor da nossa maior veneração. Ele foi chamado pelos romanos Jove, ou Jah; pelo caldeus, os fenícios, e os celtas, Bel ou Bul; e pelos índios, egípcios, e gregos, Om ou On ". 

## O nome Jahbulon gerou controvérsias sobre religião e maçonaria
A revelação desse nome fez surgir muita oposição para o que seria ou não o caráter religioso da maçonaria. Os críticos afirmam que isso seria a indicação de um Deus maçônico e que ainda que negassem os maçons haveria uma inclinação religiosa da Sociedade.
Por sua vez, os defensores do caráter não religioso da maçonaria apresentavam quase sempre a afirmação de que "Não existe um Deus maçônico separado (exclusivo)". Essa frase, muito repetida por diversos sites maçons, deve seu crédito a Giuliano di Bernardo, autor que melhor defendeu esse pensamento em Filosofia da Maçonaria, e copiada pelos demais autores, muitas vezes, referindo-se ao caráter não religioso da maçonaria.
Di Bernardo fez uma notável defesa de tese para demonstrar que a maçonaria especulativa, "estado atual da maçonaria", não é uma religião. Di Benardo, Grão-Mestre do Grande Loja Regular da Itália, explica que a maçonaria operativa é uma religião, visto que "o Deus da maçonaria operativa é o Deus cristão ontologicamente interpretado. Maçonaria tem, portanto, uma religião que é apenas a religião cristã. Desde que ela se identifica com a religião cristã, por causa da definição dada, não é uma religião. Maçonaria tem uma religião, mas não é uma religião".
O seu pronunciamento é mais profundo e bem elaborado, e segue:

"A situação muda radicalmente quando entram na fase da maçonaria especulativa, o que coincidiu com a sua moderna origens. A admissão à Loja de aceitação, que é de homens que não foram dedicados à construção das catedrais material, expressa a necessidade de universalização maçônica. Essa é uma necessidade reconhecida pelas Constituições de Anderson, que inicia um processo de descristianização da maçonaria. No entanto, este processo não tem de ser interpretada como a renúncia da religião, mas sim como a abertura a todas as religiões".

"Anderson, por conseguinte, substitui a religião cristã, expressão de uma fé particular, com a religião universal de deísmo. Ele não faz nada, mas substitui uma religião com outra religião, sendo que ambos têm de ser interpretadas no seu sentido ontológico. Desde o Deus do deísmo não identificar-se com uma religião, segundo a definição acima, ele é o Deus maçônico. Assim maçonaria não tem apenas uma religião, mas é uma religião em si".

Apesar negar uma formação teológica para a maçonaria, apresenta contudo um conceito teológico que melhor explica a ambigüidade do tema, para demonstrar que apesar que mesmo apresentando um "maçônico Deus", esse Deus maçônico refletirá alguma forma deísta, portanto, a maçonaria pertencerá ao deísmo e aos seus conceitos, não tendo um Deus próprio fora do deísmo, logo não tendo um "deus maçônico" exclusivo.
Apesar de muito copiado e repetido o ensinamento de Giuliano, sua exposição não nega a existência de um "macônico Deus". Sua exposição aponta para a não existência de um "maçônico Deus exclusivo", pois sempre haverá credos que o contenham, e nas suas próprias palavras a "maçonaria não tem apenas uma religião, mas é uma religião em si".
Todo esse assunto em torna da existência do que seria um possível deus exclusivo, secreto e desconhecido, não revelado a profanos, segundo a opinião de críticos, levou à condenação e debates acerca da maçonaria por vários grupos religiosos.
Natanael Rinaldi, pastor e pesquisador do ICP, em "A maçonaria é uma religião?", afirma:

O primeiro e principal dever de cada loja maçônica, de acordo com a determinação do art.17, letra a, da Constituição do Grande Oriente do Brasil, é este: "observar cuidadosamente tudo quanto diz respeito ao espírito e à forma da instituição, cumprindo e fazendo cumprir a Constituição, as leis e as decisões dos Altos Corpos da Ordem".

Antes de qualquer coisa, vamos analisar o que é religião. No Dicionário Aurélio da Língua Portuguesa, temos a seguinte definição: "culto prestado a uma divindade…". Essa definição encaixa-se perfeitamente bem com as palavras de Rizzardo da Camino, 33º grau maçônico, autor de mais de quarenta livros: "O maçom, dentro do templo maçônico, através da liturgia, cultua o grande arquiteto do universo". Com isso fica provado que o que acontece dentro da loja maçônica nada mais é do que um culto de adoração a uma divindade, ao Grande Arquiteto do Universo (G.A.D.U.). 

Existe um sistema de adoração dentro das lojas, conforme as palavras do maçom Carl H. Claudy: "As lojas da maçonaria são construídas para Deus. Simbolicamente, ‘construir para Deus’ significa edificar algo em honra, adoração e reverência a Ele. Mal o neófito entra no Portão Ocidental recebe a impressão de que a maçonaria adora a Deus". Vejamos ainda o que diz o importante autor maçônico Henry Wilson Coil, em sua Enciclopédia Maçônica: "A maçonaria certamente exige a crença na existência de um Ser Supremo, a quem o homem tem de prestar contas e de quem depende. O que a igreja pode acrescentar a isso, exceto levar o indivíduo à comunhão com aqueles que tenham os mesmos sentimentos?… É exatamente isso que a Loja faz".

Como a maçonaria exige a crença no Grande Arquiteto do Universo e na imortalidade da alma para que o candidato se torne maçom, isto se torna uma grande evidência de que essa entidade é religiosa e possui um credo ou uma doutrina. Na cerimônia de admissão e a cada passagem de grau são feitos juramentos que nada mais são do que promessas ou profissões de fé no Grande Arquiteto do Universo e na fraternidade maçônica.

## Controvérsias em torno do nome
Há autores que discorrem sobre a existência desse nome atribuído a Deus, afirmando que seriam divindades secretas, reveladas por ex-maçons que trouxeram ao conhecimento da sociedade somente depois da sua retirada da maçonaria, visto que seus livros não eram vendidos para não maçons em tempos antigos. A morte de seus autores e o fato de seus escritos terem entrado em domínio público foi gradualmente abrindo as portas de um conhecimento outrora reservado a sociedade maçônica, o que causou muitos desgastes e discussões entre maçons e ex-maçons. Sobre o nome Jahbulon, nem mesmo entre maçons, não há unanimidade, visto que enquanto alguns refutam, mesmo autores maçons referem-se ao nome Jabulon como uma revelação do nome de Deus, sem reservas.
Outro autor que promove a visão de que a maçonaria tem o nome Jahbulon como o Deus maçônico, ou sua denominação peculiar é o Rev. Ankerberg
Hoyos critica e afirma que as alegações de Ankerberg não são originais e que Stephen Knight, autor de A Irmandade, já apontava para a existência desse nome para representar a Deus na maçonaria A afirmação seria de que um "deus" adorado na maçonaria seria a combinação de "Jeová-Baal-Osiris.".
Hoyos afirma que tal alegativa "soa" por demais "sensacional". Apesar do conhecimento sobre esse nome para o leitor leigo ser desconhecida, Walton Hannah já havia publicado sobre esse assunto em 1952, bem como Hubert S. Box, no mesmo período.
Stephen Knight, discorre da seguinte forma ao falar do nome Jahbulon:

"No ritual de exaltação, o nome do Grande Arquiteto do Universo é revelado como JAH-BUL-ON - não um termo geral aberto a qualquer interpretação de que um maçom poderá escolher, mas uma precisa designação que descreve um ser sobrenatural específico – uma composição da composta divindade, composta das três distintas personalidades fundidas em uma".

Ankeberg afirma se tratar de um "nome secreto de Deus" revelados no Rito de York, Grau do Real Arco (o Sétimo Grau); ou no Rito Escocês, Real Arco de Salomão, o Décima Terceiro Grau, às vezes chamado Cavaleiro do Real Arco (de Enoch).
No Supremo Grande Capítulo de Maçons do Real Arco, pode-se ler sobre a importância da inefável palavra que somente pode ser recebida no Real Arco.

O Grau do Real Arco era tão importante para a Maçonaria que no Act of Union [Ato de União] firmado entre as duas Grandes Lojas rivais – que deram origem a Grande Loja Unida da Inglaterra, em 1813 – ficou estabelecido um solene landmark: 

"A Maçonaria Antiga e Pura consiste apenas de três graus, a saber: o Aprendiz, Companheiro e Mestre, incluindo a Suprema Ordem do Sagrado Real Arco." 

Este Landmark jamais foi alterado e até hoje, nenhum outro grau foi reconhecido oficialmente pela Grande Loja Mãe e todo rito, sistema ou grau adicional da Maçonaria não pode conferir seus graus a um Mestre Maçom até que ele tenha recebido o Grau do Real Arco. Naturalmente, é como deveria ser, porque nenhum homem se torna Mestre Maçom completo até que ele tenha encontrado a Palavra e ela somente pode recebida no Real Arco! 

Hoyos rebatendo a afirmação de Ankeberg diz:

"É verdade que uma palavra semelhante é encontrada em algumas versões destes graus (lembrando que rituais maçônicos variam em todo o mundo), mas não é um Deus secreto, ou um nome secreto de Deus. Pode ser considerada uma má lingüística tentativa de apresentar o nome de Deus em três idiomas, tais como "Dios-Dieu-Gott." 

O autor Arturo de Hoyos critica Ankerberg  de não conhecer o contexto destes rituais, e afirma que "os dois nomes nunca são equiparados", já Ankeberg, em contrapartida, apresenta o ritual contido no Duncan Monitor como uma equiparação ao nome de Deus.

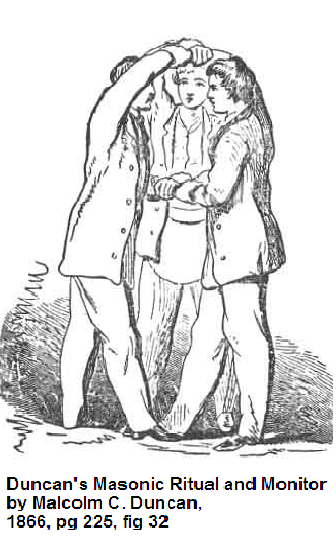

Abaixo segue o contido no Duncan Monitor:

"Eles então equilibram três vezes três, elevando a mão direita com alguma violência enquanto da esquerda para baixo. As mãos direitas são levantadas acima das suas cabeças e as palavras, Jah-buh-lun, Jehovah, Deus, são ditas num suspiro baixo, cada companheiro pronuncia as sílabas ou letras alternadamente".

Nos ritual descrito no Ritual Maçônico e Monitor Duncan, 1866, os três componentes unidos as mãos direita com mão direita e esquerda com mão esquerda passam a pronunciar de forma alternada as sílabas da "palavra de passe" jah - bul - on - je – ho - vah no reconhecimento da sua entrega ao Grau do Arco Real. Três maçons ficam numa posição em que as mãos direitas de cada componente ficam unidas e elevadas com violência, enquanto as mãos esquerda ficam unidas abaixo no centro da formação, e a pronunciação lhes faltam, no esforço respiratório da repetição silábica alternada e das mãos elevadas com força, provocando uma certa dificuldade na respiração.

Eles então equilibram três vezes três, elevando o lado direito com alguma violência sobre a esquerda abaixo. As mão direitas, em seguida, são levantadas acima de suas cabeças, e as palavras Jah-buh-lun, Jehovah, G-o-d, são dadas em baixo suspiro. cada companheiro pronunciando as sílabas ou letras alternadamente"

No mesmo escrito de Duncan, a palavra Jehovah seria uma combinação de nomes sagrados, Jah, Bel e On, e sua apresentação separada seria a forma corrompida do nome Jehovah, bem como faz uma semelhante analogia para Aum, o inefável nome de Deus que seria a união de Brahma, Visnu e Shiva. Abaixo transcreveremos o que está contido no Ducan Monitor:

226:1 Este inefável nome (em ÍNDIA) foi Aum, que, na sua forma triliteral, foi significativo do criativo, mantenedor, e poder destruidor, que é do Brahma, Visnu, e Shiva .-- Lexicon, p. 146. 

JEHOVAH. Das variedades deste sagrado nome na utilização dos recursos entre os diferentes povos da terra, três merecem a atenção especial do Real Arco Maçon: 

1. JAH. Este nome de Deus é encontrado no Salmo 68:4

2. BAAL ou BEL. Esta palavra significa um senhor, mestre, ou o possuidor, e por conseguinte não foi aplicada por muitas das nações do Oriente para designar o Senhor de todas as coisas, o Mestre e do mundo. 

3. ON. Este era o nome pelo qual era JEHOVAH era adorado entre os Egípcios. 

Tenho feito estas observações sobre os três nomes de Deus em caldaico, siríaco e egípcio, Baal, Jah, e On, na expectativa de que os meus Arco Real Companheiros irão reconhecê-los facilmente em uma forma corrompida .-- Lexicon.

Em um artigo sobre a palavra "Bel", o enciclopedista maçônico Albert Mackey faz uma explanação sobre esse nome unido ao nomes Jah e On, da seguinte forma:

[Bel], com Jah e On, foi introduzida no Real Arco como um representante do Tetragramaton [aqui o autor se referindo as letras hebraica  YHWH ou JHVH, ou seja, "Jehovah"], o acompanha e que às vezes, ignorantemente, dela têm sido feitos palavra para desviar. 

Na sessão do Grande Capítulo Geral dos Estados Unidos, em 1871, este erro foi corrigido, e enquanto o Tetragramaton foi declarada ser a verdadeiro omnific palavra, os outros três foram autorizadas a ser mantidas como meramente explicativo (explanatory  .

William Gesenius equiparara Bel com palavra Baal, o nome de uma divindade fenício, e também uma palavra hebraica que significa "senhor" ou "mestre""  e baseado nessa citação de Gesenius,  Hoyos defende que tal nome, quando faz parte de um outro nome,  poderia ser usado para identificar Jeová.

Um filho de David, por exemplo, é chamado tanto Eliada, "Deus sabe" (2 Samuel 5:16), e Beeliada, "Baal sabe" (1 Crônicas 14:7). 

Outro homem, que era um amigo de David, foi nomeado Bealiah (1 Crônicas 12:5), significando "Jeová é Baal" ou "Jeová é o Senhor." (64) Depois de ganhar uma vitória sobre os filisteus, David denominou a localização de Baal-Perazim (2 Samuel 5:20; 1 Crônicas 14:11), o que significa, "Senhor das aberturas de brechas".

Referenciando as explicações de William Gesenius, tem-se o Conciso Dicionário de Palavras na Língua Hebraica, (Concise Dictionary of the Words in the Hebrew Language), onde James Strong diz que Bealiah (palavra #1183) é composta das palavras hebraicas ba'al (palavra # 1167) e yahh (palavra #3050). As referência bíblicas dadas por William Gesenius, ao leitor leigo, pode parecer errônea nalgumas traduções bíblicas, e podem melhor serem observadas na Bíblia King James. A King James inclui uma nota que traduz Baalperazim como sendo a planice de rupturas de brechas.
Defende Hoyos que On, tem significado "Jeová, poderoso Senhor" ou "Jeová, o Senhor, o EU SOU."  Explica que:

A mais significativa aplicação é encontrado na Septuaginta, uma antiga versão grega do Antigo Testamento, onde Deus anunciou-se a Moisés, com a expressão ego eimi ho On, "Eu sou o Ser" (Êxodo 3:14).

As palavras ho On significa "O Ser", "O Eterno" ou "O EU SOU." No Novo Testamento grego as palavras ho On aparecem em Apocalipse 1:4, significando "o que É."

(…)

"Alguns rituais do Arco Real Inglês sugerem que a sílabas significava "Senhor no Céu, o Pai de Todos", enquanto alguns rituais americanos observaram que as vogais em Jah-Bel-On, adicionadas às quatro letras que soletram o nome do Deus em hebraico (YHWH ou JHVH : Yud, heh, VAW, heh), renderam a pronunciação em inglês "Jehovah", mais do que as vogais da palavra hebraica Adonai foram combinadas com as quatro consoantes para produzir "Jahovah." 

## Ordo Templi Orientis
De acordo com Francis X. King em The Secret Rituais da OTO, a palavra é usada em dois rituais do Ordo Templi Orientis: a Lodge da Perfeição, no qual o candidato recebe o Quarto Grau que é chamado Mágico Perfeito e Companheiro do Santo Real Arco (de Enoque); e o Iniciado Perfeito (ou Príncipe de Jerusalém), que se inscreve entre os quarto e quinto graus. King edita, em seu livro a letra de uma canção que menciona a palavra "Jahbulon."

Como o Simples Maçom
Ferramenta do Templo, Vê-la de pé!
Príncipes de Jerusalém,
Como zombaremos e escarneceremos!

Boaz quebrado,
Jaquim desaparecido,
Livremente falado
Jahbulon,
Todos acima
É derrubado
Para o amor
De Babalon.

Jerry Cornelius escreveu que Grady McMurty, Califa OTO, acreditava que houve alguns erros e omissões na versão de Francis King do rituais. Especificamente, McMurtry estava preocupado com a omissão de um documento relativo à IX ° Insígnias  No entanto, segundo a Cornelius, o livro de King é considerado suficientemente acurado para ser usado para iniciações 

## Jahbulon no Movimento Rastafari
Tem sido sugerido que a Rastafari palavra para Deus, Jah, vem do termo Jahbulon. 
William David Spencer, em Dread Jesus (ISBN 0-281-05101-1), propõe que Archibald Dunkley e Joseph Nathaniel Hibbert estavam entre os pregadores que inspiraram o movimento Rastafari, e que ambos eram membros da "Antiga Ordem Mística da Etiópia", derivada da ordem fraternal Prince Hall Freemasonry. Spencer acredita que várias características do movimento Rastafari derivam desta Loja, incluindo o nome de "Jah", derivado palavra Jah-Bul-On.

## Exemplos de interpretações da palavra com base em suas sílabas
De acordo com o Rev. Canon Richard Tydeman, em uma  alocução para o Supremo Grande Capítulo da Inglaterra, em 13 de novembro de 1985, explica-nos que a palavra é um composto de três termos hebraico:
- יה (Yah, EU SOU, o que indica eterna existência),
- בעל (bul, no alto, no céu) e
- און (On, força); pronunciando três aspectos ou qualidades de Deidade, a saber, Existência Eterna, Transcendência, e Onipotência; e equacionando a "O Deus Verdade e a Vida - Altíssimo - Todo Poderoso"[35][36]

De acordo com Stephen Knight, seguindo Walton Hanna, a palavra é um composto dos nomes de três deuses adorados no antigo Oriente Médio. Cada sílaba do "inefável nome" representa uma pessoa desta trindade JAH = Jahweh, o Deus dos hebreus BUL = Baal, o antigo deus Cananeu da fertilidade associada com "licenciosos ritos de mágica imitativa" ON = Osíris, o deus do submundo do antigo egito. " 
- Jah ( Senhor)
- Baal
- On, um nome em Gênesis na Bíblia (em "Potifar sacerdote de On"), sugerido por tempos mais antigos em ser um nome referente a Osíris, mas recentemente sugerido como nome da cidade de Heliópolis.

### Defesa maçônica quanto ao diversificado uso
Grande parte do material disponível que discute a palavra Jahbulon não aborda a organização administrativa e distinções jurisdicionais entre os órgão da maçonaria. Real Arco Maçonaria é um órgão da maçonaria. Em algumas áreas, faz parte do Rito York, e noutros, é um órgão independente. Para ser elegível para aderir deve ser primeiro um Mestre Maçon. A administração do Real Arco é totalmente separada da administração da Maçonaria. Mais importante, toda organização maçônica é soberana apenas na sua própria jurisdição, e não tem qualquer autoridade em qualquer outra jurisdição. Isto significa que não existe qualquer padronização com relação às palavras, sinais, toques, ou qualquer outro maçônico "segredos".

### Críticas a palavra e seus usos
- Walton Hannah afirmou, em seu livro Darkness Visible que a interpretação que Jabulon foi um nome para Deus de um alegadamente perturbado Albert Pike, o Soberano Grande Comendador da Jurisdição do Sul do Rito Escocês, que, quando ele ouviu o primeiro nome, chamou-lhe uma "mestiça palavra" parcialmente composto de uma "apelação do Diabo".[40]
- A Igreja da Inglaterra em relatório sobre a compatibilidade da Maçonaria e Igreja [41] chegou a conclusões de oposição baseado em seis pontos. Um desses pontos foi a interpretação para o Jahbulon de Knight: "JAHBULON, a descrição do nome de Deus, que aparece em todos os rituais é blasfemo, porque é uma amálgama das divindades pagãs. Com efeito, a utilização do termo está tomando o nome do Deus em vão."
- A interpretação da palavra como discutido por Knight levou algumas igrejas para incluí-la na sua justificação de objeções à Maçonaria. Estas igrejas afirmam, juntamente com uma série de outros aspectos, que a maçonaria é incompatível com as suas filosofias religiosas.[42][43]
- Ankerberg alega que a existência de um "Deus maçônico" "prova" que o Grau do Real Arco - e por extensão toda a Maçonaria - é incompatível com o Cristianismo.[44]
- A Convenção Batista do Sul, em seu anual de 1993, menciona o nome Jahbulon como incompatível com o Cristianismo. O Staff da NAMB (North American Mission Board) da Convenção Batista do Sul, citando seu anual de 1993, menciona o nome Jahbulon como incompatível com o Cristianismo e comenta: "A prevalência da utilização de conceitos ofensivos, títulos e expressões como "venerável mestre" para o líder de um Loja; referências às suas construções como "mesquitas", "santuários", ou "templos"; e da utilização de Palavras como "Abaddon" e "Jah-Bul-On", o chamado secreto nome de Deus. Para muitos, esses termos não são somente ofensivas, mas sacrilégios".[45]
- Alguns ministérios cristão assumem a posição de que é um Jahbulon o nome de uma divindade pagã maçônico, e, por isso, viola o segundo mandamento "Não terás outros deuses diante de mim."
- O grupo muçulmano, Missão Islã, afirma na sua página na Internet que "Maçons adoram secretamente um Deus-Diabo, conhecido como JAHBULON".[46] e que existe uma ligação entre a maçonaria e o Dajjal, um equivalente muçulmano do Anticristo. A referência a Satanic Voices, de David Misa Pidcock, tem sido amplamente propagadas na Internet, na sequência dos acontecimentos do 11 de setembro de 2001.